# Waltraud Pöhlitz
Waltraud Pöhlitz (Brockau, 10 maart 1942) is een atleet uit Duitsland.
In 1962 liep Pöhlitz op het EK atletiek naar een zilveren medaille. Ook was ze nationaal kampioene op de 800 meter in de periode 1962–64 en in 1966. Ook op de 1500 meter werd ze Oost-Duits kampioene in 1967.
Onder haar meisjesnaam Kaufmann liep Pöhlitz op de Olympische Zomerspelen 1964 op de 800 meter. Met een tijd van 2:14,6 kwam ze niet voorbij de kwalificatieronde.

## Persoonlijk record
| Onderdeel | Resultaat | Jaar |
| --------- | --------- | ---- |
| 400 meter | 0:54,4    | 1963 |
| 800 meter | 2:04,8    | 1967 |